# Bartramia cacaltayae
Bartramia cacaltayae är en bladmossart som beskrevs av Theodor Carl Karl Julius Herzog 1910. Bartramia cacaltayae ingår i släktet äppelmossor, klassen egentliga bladmossor, divisionen bladmossor och riket växter. Inga underarter finns listade i Catalogue of Life.